# حمید سالمین
حمید سالمین (انگلیسی: Humaid Salmeen؛ زادهٔ ۹ ژوئن ۱۹۹۶) یک بازیکن فوتبال است.